# Vejce Benedikt

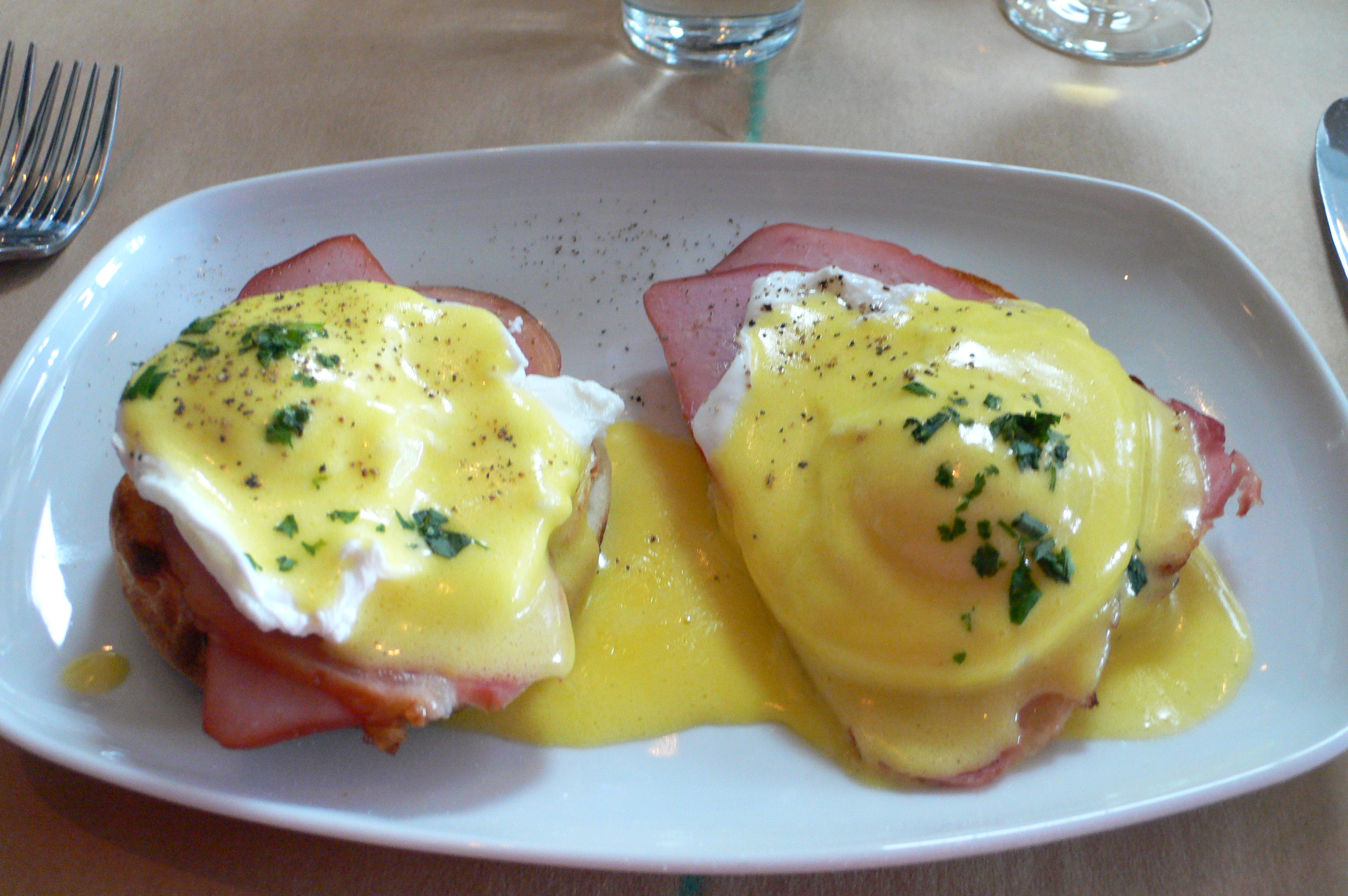
Vejce Benedikt

Vejce Benedikt (anglicky Eggs Benedict) je pokrm podávaný nejčastěji jako snídaně nebo přesnídávka. Skládá se z opečeného pečiva (v originálním receptu se používá rozpůlený anglický muffin), které se přikryje plátkem uzeniny (šunka nebo uzený jazyk), na to se položí uvařené ztracené vejce, vše se přelije teplou holandskou omáčkou, ozdobí rajčatovým konkasé a dochutí čerstvě mletým pepřem. 
Recept pochází ze Spojených států, o jeho vzniku koluje řada příběhů. Podle jedné verze si tuto kombinaci poprvé objednal roku 1894 v newyorském hotelu Waldorf Astoria burzovní makléř Lemuel Benedict, který se chtěl pomocí tohoto jídla zbavit ranní kocoviny, a o popularizaci vajec Benedikt se zasloužil hotelový šéfkuchař Oscar Tschirky. Další teorie klade zrod pokrmu do roku 1860, kdy ho připravil Charles Ranhofer z restaurace Delmonico pro milionáře LeGranda Benedicta. Za vynálezce receptu bývá také označován komodor Elias Cornelius Benedict, případně se pojmenování odvozuje od benediktinských mnichů.
Existuje řada obměn základního receptu, z nichž nejznámější jsou florentinská vejce, obsahující dušený špenát, vejce Mornay, do nichž se místo holandské omáčky používá omáčka Mornay, nebo vejce Hemingway, v nichž se uzenina nahrazuje plátkem uzeného lososa.